# Constant Pieterse
Constant Elisa Pieterse (Ámsterdam, 19 de junio de 1895-Zwolle, 27 de marzo de 1992) fue un deportista neerlandés que compitió en remo. Ganó tres medallas en el Campeonato Europeo de Remo entre los años 1921 y 1930.

## Palmarés internacional
| Campeonato Europeo | Campeonato Europeo       | Campeonato Europeo | Campeonato Europeo |
| Año                | Lugar                    | Medalla            | Prueba             |
| ------------------ | ------------------------ | ------------------ | ------------------ |
| 1921               | Ámsterdam (Países Bajos) | Medalla de oro     | Doble scull        |
| 1925               | Praga (Checoslovaquia)   | Medalla de oro     | Scull individual   |
| 1930               | Lieja (Bélgica)          | Medalla de bronce  | Doble scull        |